# Euchloe guaymasensis
Euchloe guaymasensis é uma espécie de borboleta da família Pieridae. Ela é nativa de Sonora, no México, e tem sido vista no Arizona, nos Estados Unidos.
Esta espécie foi registada pela primeira vez em 1983 a 40 quilómetros ao norte de Guaymas, em Sonora.